# Jan V z Wałdowa
Jan V z Wałdowa (zm. 5 marca 1424 r.) – duchowny katolicki, biskup lubuski.
Brat Jana IV z Wałdowa. Studiował teologię i prawo w Bolonii. Po ich ukończeniu wrócił na ziemię lubuską, gdzie został proboszczem, a następnie archidiakonem lubuskim. 11 września 1423 r. został wybrany biskupem lubuskim. Uczestniczył w życiu politycznym na rzecz Marchii Brandenburskiej.